# Dings vom Dach

Das alte Studio von Dings vom Dach

Die Ratesendung Dings vom Dach (Eigenschreibweise bzw. Logo: dings vom dach) wurde ab 2005 vom Hessischen Rundfunk in Kassel, seit Oktober 2016 in Frankfurt produziert und am Sonntagabend im hr-fernsehen ausgestrahlt. Das Format war 45 Minuten lang und galt als Mischung aus Comedy- und Rateshow.
Ab Mai 2011 wurde die Sendung auch vom WDR Fernsehen, ab 2013 auch vom SWR Fernsehen ausgestrahlt.
Der Hessische Rundfunk stellte die Sendung Ende 2019 ein. Die letzte Sendung wurde am 22. Dezember 2019 ausgestrahlt. Seitdem werden Wiederholungen im hr-fernsehen und rbb Fernsehen ausgestrahlt.

## „Dingse“
In der Sendung ging es darum, Zweck und Anwendung ungewöhnlicher Gebrauchsgegenstände („Dingse“) zu erraten. Die „Dingse“ wurden von Zuschauern eingeschickt, wozu in jeder Sendung neu aufgerufen wurde. Die Gegenstände mussten mindestens 30 Jahre alt sein und eine praktische Anwendung haben.
In jeder Spielrunde wurde dem vierköpfigen Rateteam eines der „Dingse“ vorgelegt, vom Moderator wurden zusätzlich bis zu drei Tipps gegeben. Kam das Rateteam innerhalb einiger Minuten nicht auf die Lösung, wurde die Runde beendet und der Einsender des „Dings“ erhielt 100 Euro. Wurde die Lösung erraten, bekam das Rateteam die 100 Euro, um sie für einen guten Zweck zu spenden. Abschließend wurde die Lösung in einem kurzen Einspielfilm dargestellt. Diese Filme wurden (oftmals in Heimatmuseen) eigens produziert. Die Anwendung des jeweils letzten „Dings“ einer Sendung führte der Moderator im Studio selbst vor.

## Personen

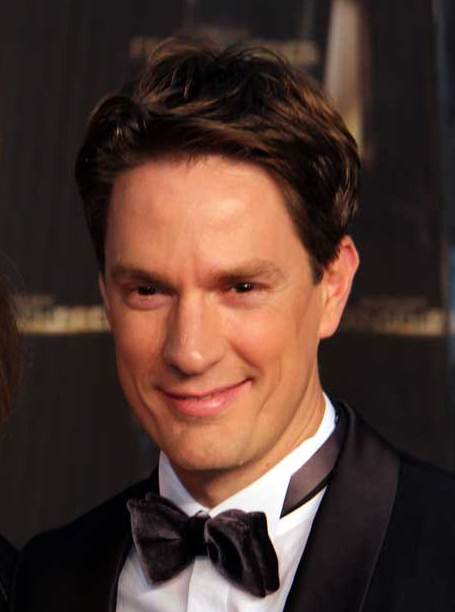
Moderator Sven Lorig

### Moderation
Der erste Moderator war seit der Pilotfolge der deutsche Fernsehschauspieler Thomas Balou Martin. Ab dem 11. April 2010 moderierte Sven Lorig die Sendung.

### „Ilse“ und „Rita“
Bei zwei „Dingsen“ in jeder Sendung musste die Lösung nicht frei erraten werden, sondern eine hessische Landfrau präsentierte in zwei Einspielfilmen jeweils die richtige und eine frei erfundene falsche Anwendung. Das Team musste sich dann für einen der Filme entscheiden.
Dabei trat Rita Braun am 7. Mai 2017 die Nachfolge von Ilse Ruckelshaußen an, die in den elf Jahren davor diese Rubrik präsentiert hatte.

### Rateteam
Das vierköpfige Rateteam bestand in wechselnder Besetzung aus Prominenten der deutschen Fernseh- und Medienszene sowie Kabarettisten und Comedians. Zu den Teilnehmern gehörten:
- Cüneyt Akan
- Manuel Andrack
- Bodo Bach
- Andrea Ballschuh
- Markus Barth
- Oliver Beerhenke
- Frederic Beister
- Martina Brandl
- Andreas Bursche
- Guido Cantz
- Dave Davis
- Yared Dibaba
- Bürger Lars Dietrich
- Gesa Dreckmann
- Lisa Feller
- Kim Fisher
- Annett Fleischer
- Katie Freudenschuss
- Jule Gölsdorf
- Peter Großmann
- Torben Hagenau
- Hans-Joachim Heist
- Sven Hieronymus
- Lutz van der Horst
- Meltem Kaptan
- Claudia Kleinert
- Johanna Klum
- Matze Knop
- Sascha Korf
- Sonya Kraus
- Pierre M. Krause
- Miriam Lange
- Ole Lehmann
- Nathalie Licard
- Lena Liebkind
- Susan Link
- Armin Maiwald
- Annabelle Mandeng
- Marc Marshall
- Nova Meierhenrich
- Enie van de Meiklokjes
- Sandra Mey
- Ruth Moschner
- Kristina zur Mühlen
- Mathias Münch
- Peter Nottmeier
- Hans Werner Olm
- Ingo Oschmann
- Susanne Pätzold
- Sissi Perlinger
- Jens Pflüger
- Anna Planken
- Markus Maria Profitlich
- Judith Rakers
- Mirja Regensburg
- Franziska Reichenbacher
- Frank Rosin
- Barbara Ruscher
- Bärbel Schäfer
- Jumbo Schreiner
- Florian Schroeder
- Tanja Schumann
- Karsten Schwanke
- Bernd Stelter
- Isabel Varell
- Achim Winter
- Anka Zink